# هيئة تشجيع الاستثمار والمدن الصناعية الفلسطينية
هيئة تشجيع الاستثمار والمدن الصناعية الفلسطينية وتُختصر IPIEA هي مؤسسة حكومية غير وزارية لها الأهلية القانونية الكاملة والشخصية الاعتبارية المستقلة، تأسست عام 1998 نتيجةً لقانون تشجيع الاستثمار في فلسطين، وهي تُعنى بتقديم الضمانات للمستثمرين والاستثمارات القائمة في دولة فلسطين، ومنحهم الحوافز وتوفير المناخ الملائم لتشجيع الاستثمار. ووفقًا للقانون يكون المقر الرئيسي للهيئة في مدينة القدس، ويقع مقرها المؤقت في مدينة رام الله.
للهيئة مجلس إدارة مكون من وزير الاقتصاد الوطني، وممثلين عن وزارة المالية، وسلطة الطاقة والموارد الطبيعية، ووزارة الحكم المحلي، ووزارة الاتصالات وتكنولوجيا المعلومات، ووزارة الاقتصاد الوطني، ووزارة السياحة والآثار، ومركز التجارة الفلسطيني «بال تريد»، واتحاد الغرف التجارية الصناعية الزراعية الفلسطينية، واتحاد الصناعات الفلسطينية والرئيس التنفيذي لهيئة تشجيع الاستثمار الفلسطينية.

## التاريخ
في 23 مارس 2021، قرر الرئيس الفلسطيني محمود عباس دمج هيئة المدن الصناعية والمناطق الصناعية الحرة مع هيئة تشجيع الاستثمار لتصبحا مؤسسة واحدة باسم هيئة تشجيع الاستثمار والمدن الصناعية.

## وصلات خارجية
- الموقع الرسمي